# Enshrouded
Enshrouded — це рольова відеогра в жанрі екшн з елементами виживання від Keen Games. Гра вийшла у ранньому доступі 24 січня 2024 року для Microsoft Windows. Реліз гри заплановано на кінець 2024 року на Windows, PlayStation 5 і Xbox Series X і Series S.

## Геймплей
Enshrouded — це рольова відеогра у жанрі екшн з елементами виживання з видом від третьої особи. Вона підтримує до 16 гравців одночасно. Дія гри відбувається в Embervale, відкритому світі, який гравці можуть вільно досліджувати. Надземний світ — це місце, де гравці можуть будувати свої бази, збирати ресурси та створювати нове обладнання та спорядження. Гравці зможуть викликати на свою базу дружніх неігрових персонажів, які потім нададуть гравцям нові рецепти крафта та квести. Гравці також можуть досліджувати території, вкриті товстим шаром туману під назвою «The Shroud». Ці області небезпечні через присутність ворожих монстрів, і гравці можуть залишатися в них лише протягом обмеженого періоду часу, перш ніж їхній персонаж помре; однак гравці можуть знайти цінну здобич і скрині зі скарбами, які регулярно відновлюються в зоні Shroud.
Як і в інших іграх на виживання, гравцям потрібно контролювати рівень голоду та спраги; однак голод і спрага впливають лише на ефективність персонажа гравця в бою. Вживання води підвищує витривалість гравця, а вживання їжі покращує його силу. Enshrouded також має механіку сну. Гравці можуть використовувати різноманітну зброю, щоб перемогти ворогів, а також вони можуть ухилятися від ворожих атак і парирувати їх. У міру проходження гри гравці відкривають нові таланти, які ще більше посилюють їхні бойові можливості і дозволяють спеціалізуватися в одному з трьох класів: Трикстер, Бойовий маг або Вцілілий. Вони відкриють планер і абордажний гак, обидва з яких допомагають пересуватися у світі гри. Якщо персонаж помирає в грі, гравці зберігають все своє спорядження та створені предмети, втрачаючи лише всі зібрані ними сировинні ресурси.

## Розробка
Enshrouded розробляє та видає німецька студія Keen Games, яка раніше розробляла Portal Knights. Розробники черпали натхнення в таких іграх, як The Legend of Zelda: Breath of the Wild і Valheim. Хоча на механіку бою вплинули ігри «Soulsborne», вона не були задумана як така ж складна. Вона була задумана як «привітна» гра для гравців, які не знайомі з жанром гри на виживання.
Кін анонсував гру в травні 2023 року. 8-годинна демоверсія гри була випущена під час фестивалю Steam Next Fest у листопаді 2023 року. Enshrouded вийшла у ранньому доступі в Steam 24 січня 2024 року. Версії PlayStation 5 і Xbox Series X і Series S також перебувають у розробці.

## Прийом

### Продажі
За перші чотири дні після запуску Enshrouded було продано понад один мільйон копій. Станом на 21 лютого 2024 року було продано 2 млн копій. 10 серпня 2024 року Keen Games повідомила, що продаж Enshrouded за майже вісім місяців перевищив 3 мільйони копій.